# Николай-Польский сельский совет (Запорожский район)
Николай-Польский сельский совет (укр. Миколай-Пільська сільська рада) — входит в состав
Запорожского района
Запорожской области
Украины.
Административный центр сельского совета находится в селе Николай-Поле.

## Населённые пункты совета
- с. Николай-Поле
- с. Днепровы Хвыли
- с. Долиновка
- с. Крыловское
- с. Морозовка
- с. Новопетровка
- с. Фёдоровка
- с. Яворницкое